# Henize 70
Superbulle
Région HII
Henize 70, également désignée par les noms N70 et DEM301, est une superbulle située à environ 170 000 années-lumière (al) de la Terre dans la constellation de la Dorade, au sein du Grand Nuage de Magellan. Elle a un diamètre d'environ 300 al.